# 205 (число)
205 (Дві́сті п'ять) — натуральне число між 204 та 206.
- 205 день в році — 24 липня (у високосний рік 23 липня).

## В інших галузях
- 205  рік, 205 до н. е.
- В Юнікоді 00CD16 — код для символу «I» (Latin Capital Letter I With Acute).
- Карликова еліптична галактика M110 (також відома як NGC 205) в сузір'ї Андромеди .
- Щ-205 — радянський дизель-електричний торпедний підводний човен часів Другої світової

війни.
- Ракетні катери проекту 205 «Оса» — серія ракетних катерів.